# Solirubrobacterales
Die Solirubrobacterales bilden innerhalb der Klasse Rubrobacteria in der Abteilung (Divisio, bei den Prokaryoten auch als Phylum bezeichnet) Actinobacteria eine Ordnung.

## Merkmale
Die Solirubrobacterales sind grampositiv. Die Arten sind mesophil. MK-7 ist das dominante Menachinon. Sporen werden nicht gebildet. Alle Arten sind aerob.

## Systematik
Derzeit (Stand 19. April 2019) enthält die Ordnung vier Familien: Die Conexibacteraceae, Parviterribacteraceae, Patulibacteraceae und Solirubrobacteraceae. Die Ordnung wurde aufgrund von 16S rRNA und phänotypischen Merkmalen erstellt. Ihre Vertreter sind am nächsten verwandt mit der Gattung Thermoleophilum. Es wurden bis jetzt nur wenige Arten beschrieben, allerdings deuten viele Funde von nur leicht unterschiedlicher 16S rRNA darauf hin, dass noch mehrere eng verwandte Arten existieren. Bisher handelt es sich bei den Familien um monophyletische Taxa, da sie jeweils nur eine Gattung aufweisen.
Es folgt eine Liste der Familien und der dazugehörigen Gattungen (Stand April 2019):
Solirubrobacterales Reddy & Garcia-Pichel 2009, ord. nov.
- Conexibacteraceae Stackebrandt 2005 emend. Zhi et al. 2009
  - Conexibacter
- Parviterribacteraceae Foesel et al. 2016
  - Parviterribacter
- Patulibacteraceae Takahashi et al. 2006 emend. Zhi et al. 2009
  - Patulibacter
- Solirubrobacteraceae Stackebrandt 2005 emend. Zhi et al. 2009
  - Solirubrobacter